# 戈斯滕縣

51°52′45″N 17°0′45″E / 51.87917°N 17.01250°E
戈斯滕縣（波蘭語：Powiat gostyński），是波蘭的縣份，位於該國中西部，由大波蘭省負責管轄，首府設於戈斯滕，面積810平方公里，2006年人口75,683，人口密度每平方公里93人。